# Заболотье (Хойники)
Заболотье (бел. Забалацце, Забалаць) — историческая местность Хойник, расположенная в северной части города.

## Этимология

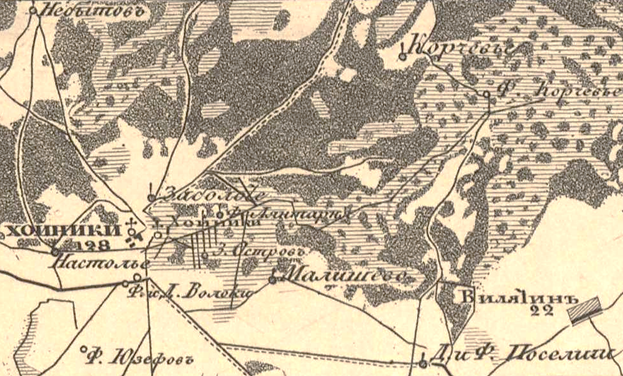
Заболотье на карте Минской губернии А. К. Фитингофа. 1846 г.

Название Заболотье поселение получило через свое месторасположение относительно местечка Хойники за болотом, часть которого превратилась в ужар (бел. вужар). Так на Полесье люди называли выгоревшее торфяное болото, залитое водой.

## История

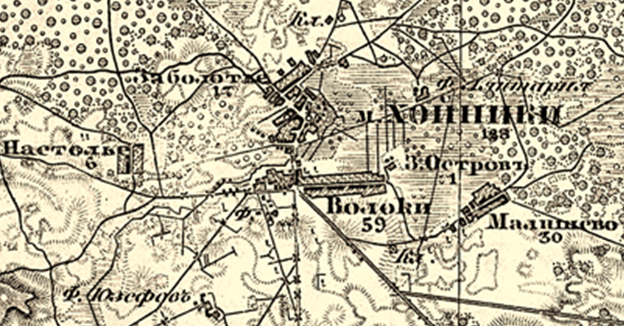
Заболотье на военно-топографической карте Минской губернии Ф. Ф. Шуберта 1850 года, с правками 1865—1868 гг.

В шляхетской ревизии 1811 года хойникскую деревню Заболоть с 61-й душой крепостных крестьян, принадлежащую к фольварку Linterny дедичества обозных Прозоров, держал в аренде по контракту Вавжинец Балашевич, ротмистр Берестейского повета. Это, похоже, — самая ранняя информация о поселении в письменных источниках.

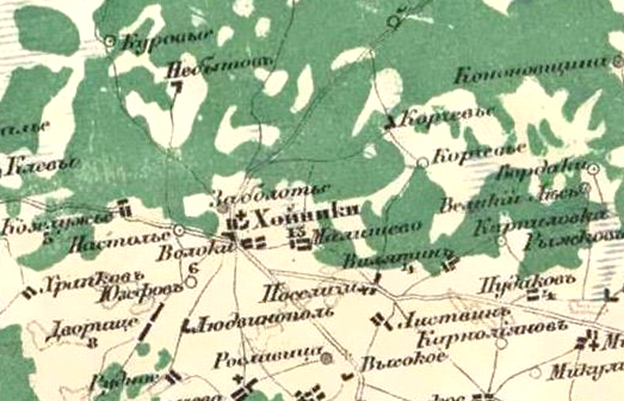
Заболотье на Специальной карте Европейской России И. А. Стрельбицкого. 1871 г.

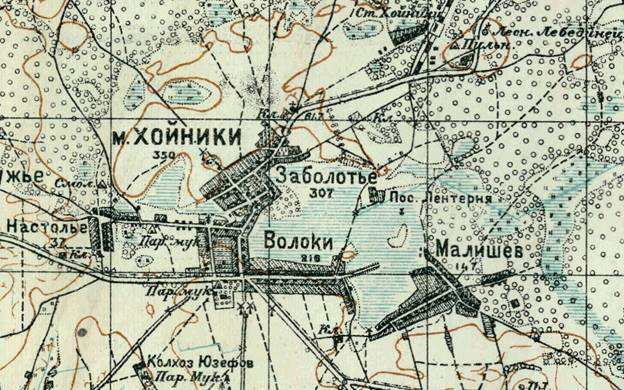
Заболотье на карте, составленной в 1924—1926 гг.

В дальнейшем отдельно, как деревня, Заболотье упоминалось разве что в документации местного обихода. Скажем, как в метрических книгах Остроглядовского приходского костёла, где чаще всего встречались фамилии её жителей Гапоненков (бесспорные лидеры), Слесаренков, Купрейчиков, Худенков, Самков, Короткевичей, Стасенков, Дубинских, Снигиров. Да ещё в «Списках населённых мест Минской губернии по уездам, приходам, еврейским обществам со сведениями об их расположении и народонаселении [Дело]: 1857 г.» засвидетельствовано, что 84 лица мужского и 81 женского пола из числа жителей Заболотья принадлежали к Остроглядовскому приходу Успения Пресвятой Девы Марии. В основной же массе текстовых документов более широкого назначения упоминания о поселении вплоть до советских времен отыскать пока не удавалось. На планах Хойников 1864 и 1886 годов на самой их оконечности обозначена улица Заболотская (бел. Забалоцкая, Забалацкая) либо Заболотная (бел. Забалотная, Забалатная), а ещё дальше за ней раскинулись «усадебные земли крестьян м. Хойник». Правда на всех отчасти подробных старых картах Заболотье показано рядом с Хойниками, а не как часть местечка.
После второго укрупнения БССР с 8 декабря 1926 года деревня Заболотье — центр сельсовета Хойникского района Речицкого округа БССР. С 9 июня 1927 года в составе Гомельского округа. В записке под названием «Сведения о польских населённых пунктах Гомельского округа», обозначенной 1929 годом, упомянуто и Заболотье, в котором насчитывалось 130 католических либо «польских» семей. Согласно «Ориентировочному плану коллективизации польских деревень на Гомельщине 1929/1930 года», в Заболотье (бел. Забалоцьці) предполагалось организовать машинное, молочное и животноводческое товарищества.
С 20 февраля 1938 года Заболотье оказалось в составе Полесской области с центром в Мозыре, с 8 января 1954 года — в Гомельской области.
16 июля 1954 года к Заболотскому сельсовету присоединена территория упразднённых Корчевского и Небытовского сельсоветов.
16 апреля 1959 года населённые пункты Заболотье, Первомайск и Чирвоная Нива переданы в административное подчинение Хойникского поселкового Совета, центр сельсовета перенесен в деревню Небытов, сельсовет переименован в Небытовский.
10 апреля 1972 года деревня Заболотье присоединена к городу Хойники под названием улица Крестьянская.